# Iveco ACL 90
Il Lancia ACL 90 è un autocarro militare per il trasporto dei materiali e del personale sviluppato dall'azienda italiana Lancia Veicoli Industriali per soddisfare le esigenze negli anni settanta dell'Esercito Italiano.
Trattasi dell'ultima denominazione attribuita al Lancia ACL-75 sviluppato, come dice il nome, dall'anno 1975.
L'ACL presenta inoltre un apparato meccanico che permette l'azionamento delle quattro ruote motrici, anche qualora il veicolo sia in movimento.

## Caratteristiche
- Cilindrata: 5861 cm³
- Peso: 4240 kg
- N. cilindri: 6
- Portata: 2000 kg
- Potenza: kW 102 - CV 138,7 a 3000 giri/min
- Peso rimorchiabile: 4000 kg
- Coppia: Nm 388 - kgm 39,6 a 1600 giri/min
- Tensione: 24 V
- N. batterie: 2
- Dimensioni:
  - Larghezza: 2270 mm
  - Lunghezza: 4944 mm
  - Altezza: 2980 mm
- Dimensione cassone:
  - Lunghezza: 3020 mm
  - Larghezza: 2200 mm
  - Altezza: non disp
- N. Marce: 5
- Velocità max: 83 km/h
- Riduttore: si
- Carburante: gasolio
- Trazione: integrale
- Capacità serbatoio: 155 litri
- N. posti: cabina: 2 + cassone: 12
- Autonomia: 500 km.

## Operatori
- Italia: l'Esercito Italiano la Marina Militare e i Carabinieri hanno acquistato ben oltre 3.000 esemplari dell'autocarro (di cui almeno 20 la MMI).
- Albania
- Bolivia
- Somalia